# Pertusa (Huesca)
Pertusa ist ein spanischer Ort und eine Gemeinde (Municipio) in den Pyrenäen mit 136 Einwohnern (Stand: 2024) an der Grenze zu Frankreich. Es liegt im Tal des Río Alcanadre in der Provinz Huesca der Autonomen Gemeinschaft Aragonien.

## Lage
Pertusa liegt etwa 20 Kilometer südöstlich von Huesca. Durch die Gemeinde führt eine Variante des katalanischen Jakobswegs. 

## Sehenswürdigkeiten
- romanische Kirche Santa Maria von 1182
- Einsiedelei von La Victoria
- Einsiedelei von Santiago
- 1575 errichteter Turm von Juan de Herrera
- römische Brücke

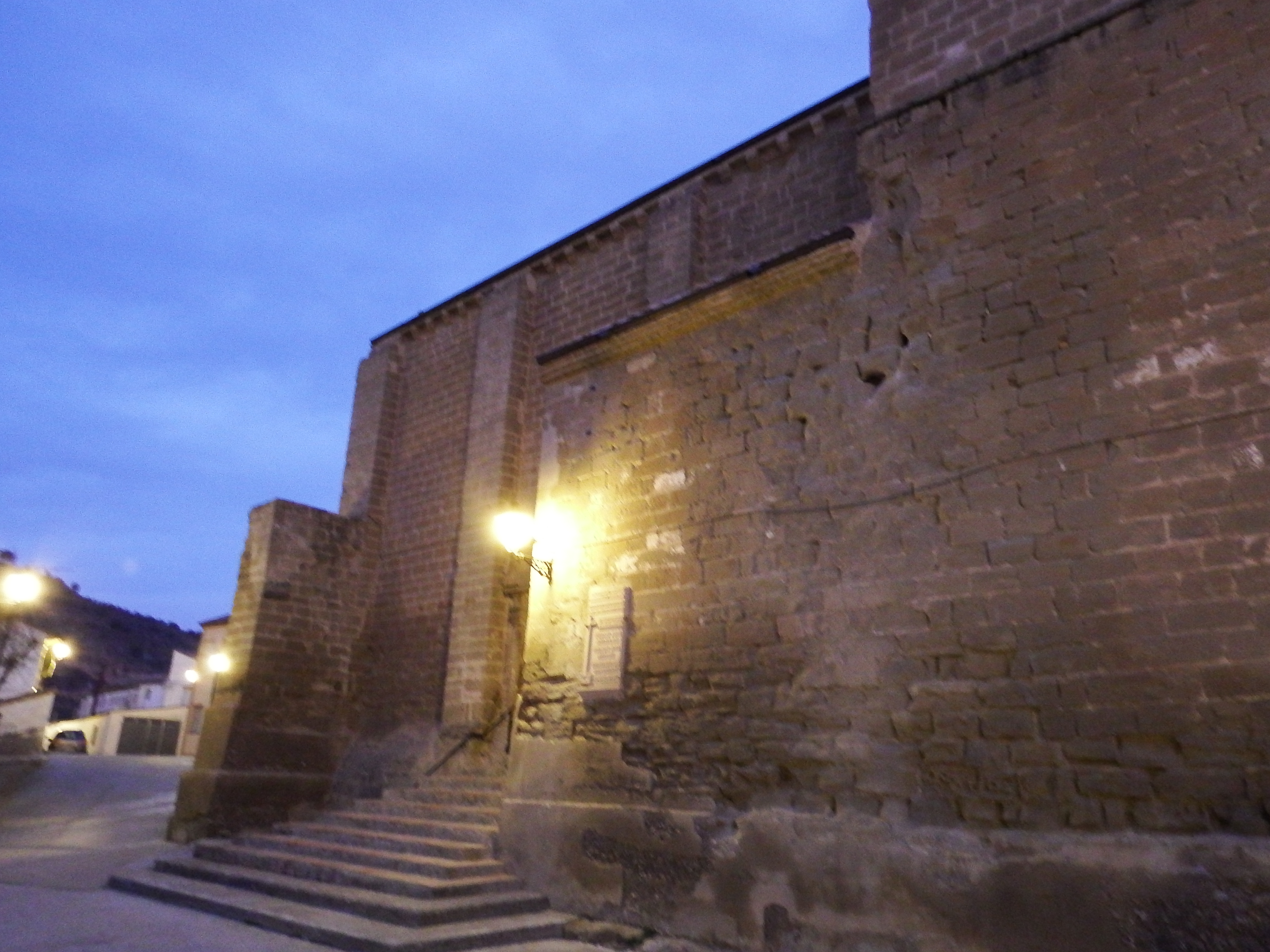
Kirche Santa María
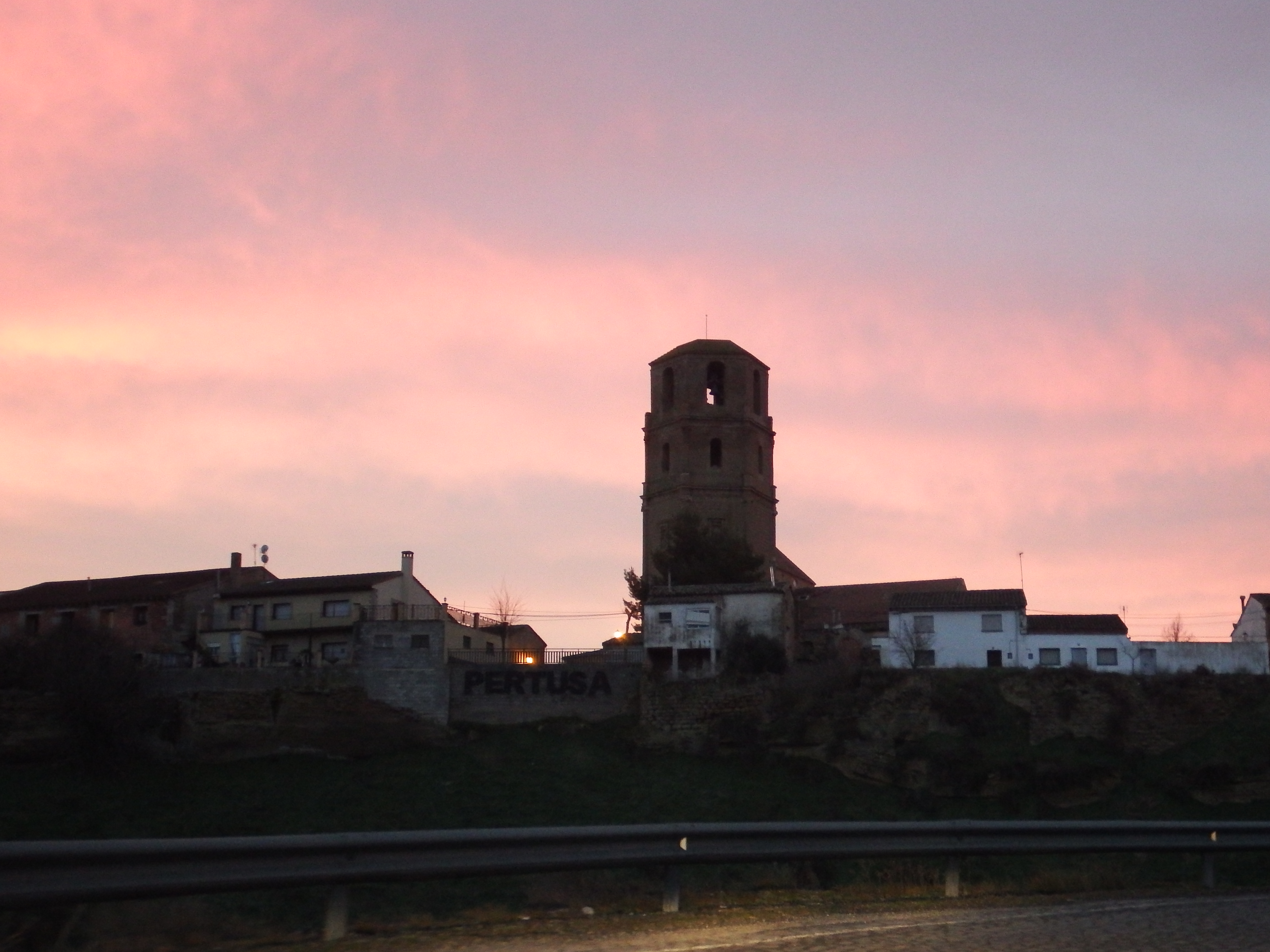
Turm des Juan de Herrera
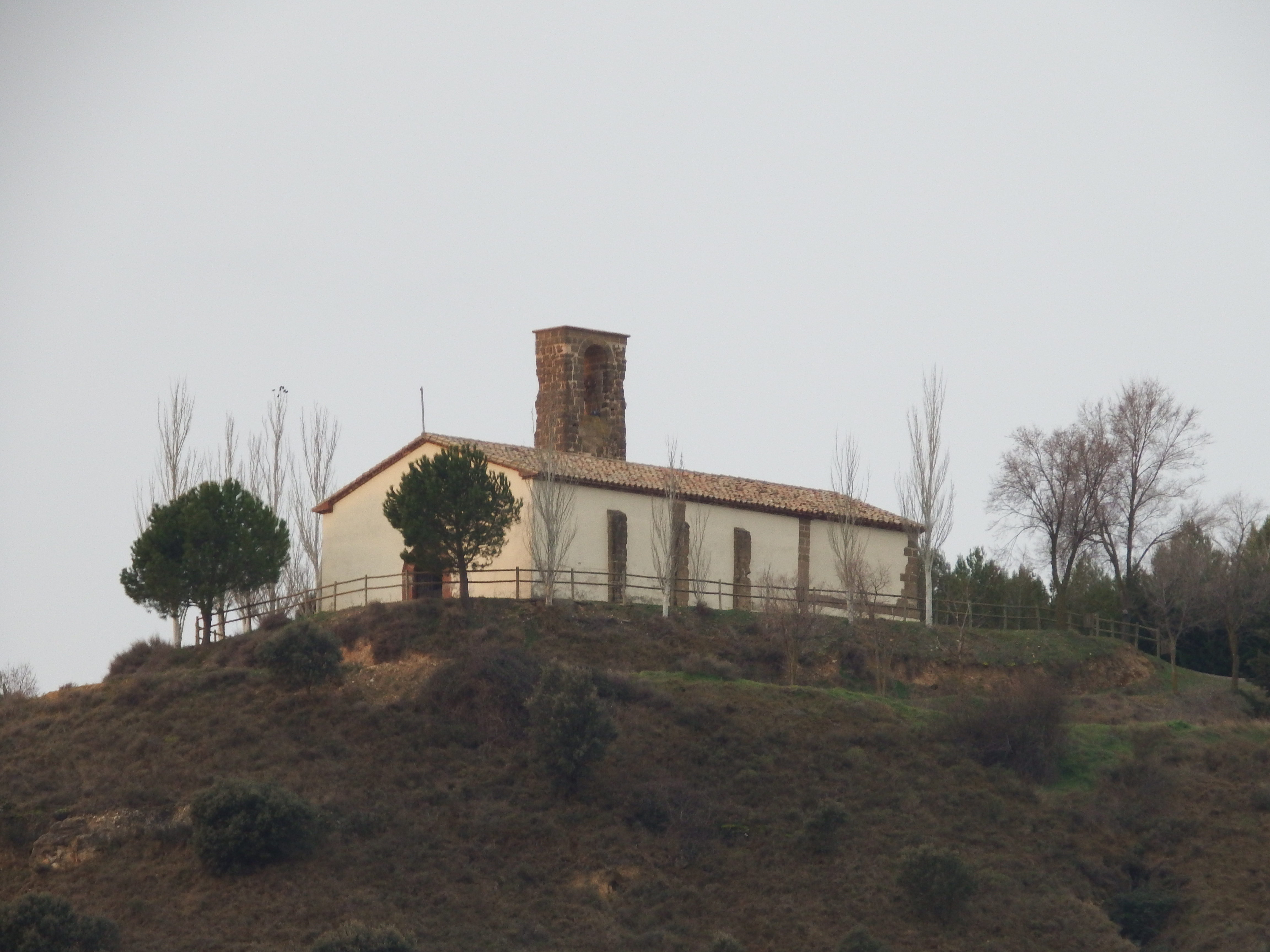
Einsiedelei

## Bevölkerung
| Jahr      | 1900 | 1910 | 1930 | 1940 | 1950 | 1960 | 1970 | 1981 | 1992 | 2001 | 2011 | 2020 |
| --------- | ---- | ---- | ---- | ---- | ---- | ---- | ---- | ---- | ---- | ---- | ---- | ---- |
| Einwohner | 666  | 552  | 439  | 356  | 290  | 295  | 191  | 157  | 158  | 153  | 117  | 120  |

## Persönlichkeiten
- Miguel Ciprés y Florencia (1716–1801), Theologe und Arzt